# Монмутский монастырь
Монмутский монастырь (англ. Monmouth Priory) — здание в Монмуте, которое включает в себя остатки монастырских построек, переданных Монастырской церкви святой Марии. Монастырь принадлежал бенедиктинцам и был основан в 1075 году; средневековое здание частично сохранилось. В XIX веке здание было сильно перестроено для использования в качестве школы, и сейчас используется как общинный центр. 27 июня 1952 года комплекс был занесён в список культурного наследия уровня II; монастырь является одним из 24 пунктов Тропы культурного наследия Монмута.
Монастырь был основан Визеноком (Withenoc), бретонцем, ставшим правителем Монмута в 1075 году. В книге Лландафа существует доказательство существования здесь более ранней кельтской церкви VIII века. К XII веку монастырская церковь стала общинной. Сам монастырь был распущен в 1536 году.